# Historia de la observación de Marte

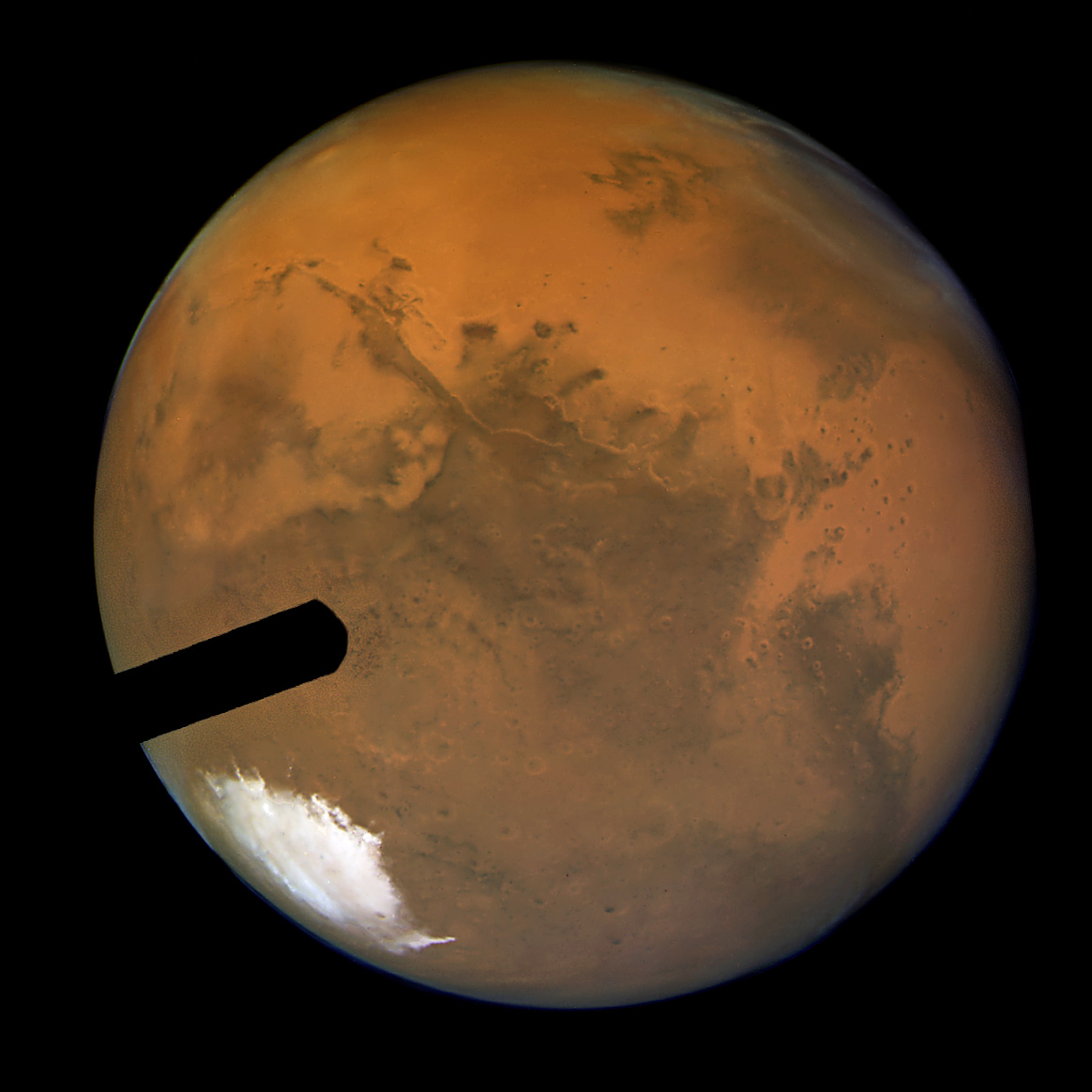
Fotografía del telescopio Hubble sobre Marte

Los primeros registros de la observación de Marte se remontan a la era de los antiguos astrónomos egipcios en el II milenio a. C. Más tarde, aparecieron los primeros registros chinos sobre los movimientos de Marte antes de la fundación de la dinastía Zhou (1045 a. C.). Los astrónomos babilónicos realizaron observaciones detalladas sobre la posición de Marte, que sirvieron para desarrollar técnicas aritméticas que predecían la posición futura del planeta. Los antiguos filósofos griegos y los astrónomos helenísticos desarrollaron un modelo geocéntrico para explicar los movimientos del planeta. Las mediciones del diámetro angular de Marte se pueden encontrar en antiguos textos griegos e indios. En el siglo XVI, Nicolás Copérnico propuso un modelo heliocéntrico para el sistema solar en el que los planetas siguen órbitas circulares alrededor del Sol. Esto fue revisado por Johannes Kepler, quien pudo ajustar la órbita elíptica de Marte a los datos observacionales.
La primera observación telescópica de Marte fue realizada por Galileo Galilei en 1610. Un siglo después, los astrónomos descubrieron distintas características del albedo del planeta, incluyendo el punto negro de Syrtis Major y las capas polares. Fueron capaces de determinar el período de rotación del planeta y la inclinación axial. Estas observaciones se hicieron principalmente durante los intervalos de tiempo en el que el planeta estaba situado en oposición al Sol, en los cuales Marte se acercó más a la Tierra.
A principios del siglo XIX, mejores telescopios permitieron que las características del albedo marciano fueran mapeadas en detalle. El primer mapa crudo de Marte fue publicado en 1840, seguido por mapas más refinados a partir de 1877 en adelante. Cuando los astrónomos creyeron equivocadamente que habían detectado agua en la atmósfera marciana, la idea de la existencia de vida en Marte se popularizó entre el público. Percival Lowell creía que se podía ver una red de canales artificiales en Marte. Estas características lineales demostraron posteriormente ser una ilusión óptica, y se demostró que la atmósfera era demasiado delgada para soportar un entorno parecido a la Tierra.
Se han observado nubes amarillas en Marte desde la década de 1870. Eugène Antoniadi sugirió que se debían a arena o polvo que soplaba el viento. Durante la década de 1920, se midió el rango de temperatura de la superficie marciana; varió de –85 a 7 °C. Se encontró que la atmósfera planetaria era árida con solo trazos de oxígeno y agua. En 1947, Gerard Kuiper demostró que la fina atmósfera marciana contenía mucho dióxido de carbono; aproximadamente el doble de la cantidad encontrada en la atmósfera de la Tierra. La primera nomenclatura estándar para las características del albedo de Marte fue adoptada en 1960 por la Unión Astronómica Internacional. Desde la década de 1960, múltiples naves espaciales robóticas han sido enviadas para explorar a Marte desde la órbita y la superficie. El descubrimiento de meteoritos en la Tierra originados en Marte permitieron realizar un examen de laboratorio sobre las condiciones químicas en el planeta.

## Registros más antiguos

A medida que la Tierra pasa a Marte, este último parecerá que invierte su movimiento a través del cielo

La existencia de Marte como un objeto errante en el cielo nocturno fue registrada por antiguos astrónomos egipcios. En el segundo milenio a. C. estaban familiarizados con el aparente movimiento retrógrado del planeta, que parece moverse en dirección opuesta a través del cielo. Marte fue retratado en el techo de la tumba de Seti I, en el techo de Ramesseum, y en el mapa estelar de Senenmut. Este último es el mapa estelar más antiguo conocido, presuntamente realizado en el año 1534 a. C. basado en la posición de los planetas.
En el período del Imperio neobabilónico, los astrónomos realizaban observaciones sistemáticas de las posiciones y el comportamiento de los planetas. Para Marte, sabían, por ejemplo, que el planeta realiza 37 períodos sinódicos, o 42 circuitos del zodíaco cada 79 años. Los babilonios inventaron métodos aritméticos para realizar pequeñas correcciones a las posiciones predichas de los planetas. Esta técnica se derivó principalmente de las mediciones de tiempo.
Los registros chinos sobre las apariciones y movimientos de Marte aparecieron antes de la fundación de la dinastía Zhou (1045 a. C.) y, durante la dinastía Qin (221 a. C.), los astrónomos mantuvieron registros cercanos de las conjunciones planetarias, incluidas las de Marte. Las ocultaciones de Marte por Venus se observaron en los años 368, 375 y 405. El período y el movimiento de la órbita del planeta fue conocido en detalle durante la dinastía Tang (618 a. C.).
La temprana astronomía de la Antigua Grecia fue influenciada por el conocimiento transmitido de la cultura mesopotámica. Los babilonios asociaron a Marte con Nergal, su dios de la guerra y la pestilencia, y los griegos conectaron al planeta con su dios de la guerra, Ares. Durante este período, los movimientos de los planetas eran de poco interés para los griegos; los Trabajos y días de Hesiodo (aproximadamente 650 a. C.) no mencionan a los planetas.

## Modelos orbitales

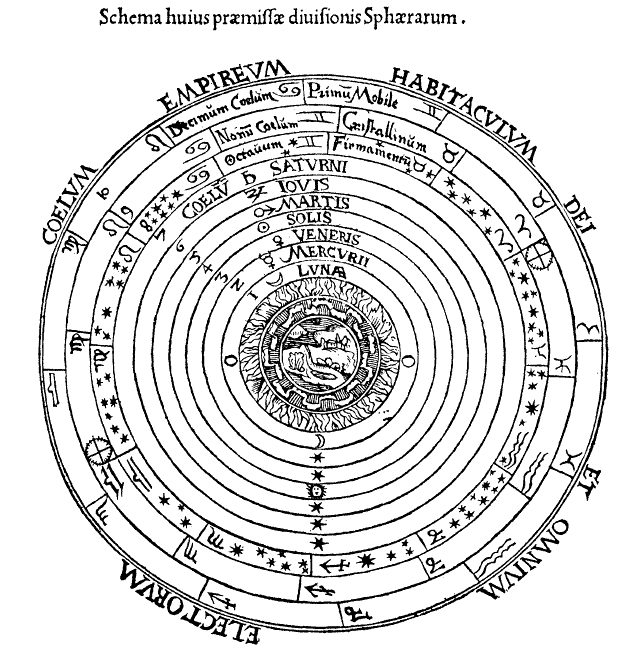
Modelo geocéntrico del Universo.

Los griegos usaron la palabra planēton para referirse a los siete cuerpos celestes que se movían con respecto a las estrellas de fondo y tenían una visión geocéntrica de que estos cuerpos se movían alrededor de la Tierra. En su obra La República, el filósofo griego Platón proporcionó la declaración más antigua conocida que define el orden de los planetas. Su lista, ordenado de lo más cercano a lo más lejano de la Tierra, era la siguiente: la Luna, el Sol, Venus, Mercurio, Marte, Júpiter, Saturno y las estrellas fijas. En su diálogo Timaeus, Platón propuso que la progresión de estos objetos a través de los cielos dependía de su distancia, de modo que el objeto más distante se movía más lento.
Aristóteles, estudiante de Platón, observó una ocultación de Marte por la Luna en 365 a. C. De esto concluyó que Marte debe estar más alejado de la Tierra que la Luna. También observó que otras ocultaciones de estrellas y planetas habían sido observadas por los egipcios y los babilonios. Aristóteles utilizó esta evidencia observacional para apoyar la secuencia griega de los planetas. Su obra De Caelo presentó un modelo del universo en el que el Sol, la Luna y los planetas rodean a la Tierra a distancias fijas. El astrónomo griego Hiparco desarrolló una versión más sofisticada del modelo geocéntrico al proponer que Marte se movía por una pista circular llamada epiciclo que, a su vez, orbitaba alrededor de la Tierra a lo largo de un círculo más grande llamado deferente.
En el Egipto romano durante el siglo II d. C., Claudio Ptolomeo trató de abordar el problema del movimiento orbital de Marte. Las observaciones de Marte habían mostrado que el planeta parecía moverse un 40 % más rápido en un lado de su órbita que en el otro. Esto entraba en conflicto con el modelo aristotélico del movimiento uniforme. Ptolomeo modificó el modelo del movimiento planetario añadiendo un punto desplazado desde el centro de la órbita circular del planeta alrededor del cual el planeta se mueve a una velocidad uniforme de rotación. Propuso que el orden de los planetas, al aumentar la distancia, era: la Luna, Mercurio, Venus, Sol, Marte, Júpiter, Saturno y las estrellas fijas. El modelo de Ptolomeo y su obra colectiva sobre astronomía se presentaron en la colección multi-volumen Almagesto, que se convirtió en el tratado autoritario sobre la astronomía occidental durante los catorce siglos siguientes.
En el siglo V d. C., el texto astronómico indio Suria-siddhanta estimó el tamaño angular de Marte como 2 minutos de arco (1/30 parte de un grado) y su distancia a la Tierra como 10 433 000 km (1 296 600 ioyana, donde una ioyana es equivalente a ocho km en el Suria-siddhanta). De esto se deduce que el diámetro de Marte es de 6070 km (754,4 ioyana), lo que tiene un error dentro del 11 % del valor actualmente aceptado de 6788 km. Sin embargo, esta estimación se basó en una estimación inexacta del tamaño angular del planeta. El resultado pudo haber sido influenciado por el trabajo de Ptolomeo, que enumeró un valor de 1,57 arco-minutos. Ambas estimaciones son significativamente mayores que el valor obtenido posteriormente por los telescopios.
| Mociones geocéntricas de Kepler de Marte en Astronomía Nova (1609) | Cálculos de la oposición de la oposición de Marte en la actualidad |
| Estos gráficos muestran la dirección y la distancia de Marte en relación con la Tierra en el centro, con oposiciones y movimientos retrógradas aparentes aproximadamente cada dos años y oposiciones cercanas que ocurren cada 15-17 años debido a la órbita excéntrica de Marte. |                                                                    |

En 1543, Nicolás Copérnico publicó un modelo heliocéntrico en su obra De revolutionibus orbium coelestium. Este enfoque colocó a la Tierra en una órbita alrededor del Sol entre las órbitas circulares de Venus y Marte. Su modelo explicó con éxito por qué los planetas Marte, Júpiter y Saturno estaban en el lado opuesto del cielo desde el Sol cuando estaban en medio de sus movimientos retrógrados. Copérnico fue capaz de ordenar a los planetas en su orden heliocéntrico de forma correcta basado únicamente en el período de sus órbitas alrededor del Sol. Su teoría ganó gradualmente la aceptación entre los astrónomos europeos, particularmente después de la publicación de las tablas prusianas por el astrónomo alemán Erasmus Reinhold en 1551, que fueron calculadas usando el modelo de Copérnico.
El 13 de octubre de 1590, el astrónomo alemán Michael Maestlin observó una ocultación de Marte por Venus. Uno de sus estudiantes, Johannes Kepler, rápidamente se convirtió en un adherente al sistema copernicano. Tras la finalización de su educación, Kepler se convirtió en asistente del noble y astrónomo danés Tycho Brahe. Al tener Kepler acceso a las observaciones detalladas de Tycho de Marte, él se puso a trabajar matemáticamente en el montaje de un reemplazo de las tablas prusianas. Después de fallar repetidamente en encajar el movimiento de Marte en una órbita circular como requería Copérnico, Kepler logró equiparar las observaciones de Tycho asumiendo que la órbita era una elipse y el Sol estaba localizado en uno de los focos. Su modelo se convirtió en la base de las leyes de Kepler del movimiento planetario, que fueron publicadas en su trabajo de varios volúmenes llamado Epitome Astronomiae Copernicanae entre 1615 y 1621.

## Observaciones telescópicas tempranas
En su aproximación más cercana, el tamaño angular de Marte es de 25 segundos de arco (una unidad de grado); esto es demasiado pequeño poder verlo a simple vista. Por lo tanto, antes de la invención del telescopio, no se sabía nada sobre el planeta además de su posición en el cielo. El científico italiano Galileo Galilei fue la primera persona que utilizó un telescopio para realizar observaciones astronómicas. Sus registros indican que comenzó a observar Marte en septiembre de 1610. Este instrumento era demasiado primitivo para mostrar cualquier detalle superficial en el planeta, por lo que se fijó el objetivo de ver si Marte exhibía fases de oscuridad parcial similar a Venus o la Luna. Aunque no estaba seguro de su éxito, en diciembre observó que Marte se había encogido en tamaño angular. El astrónomo polaco Johannes Hevelius logró observar una fase de Marte en 1645.

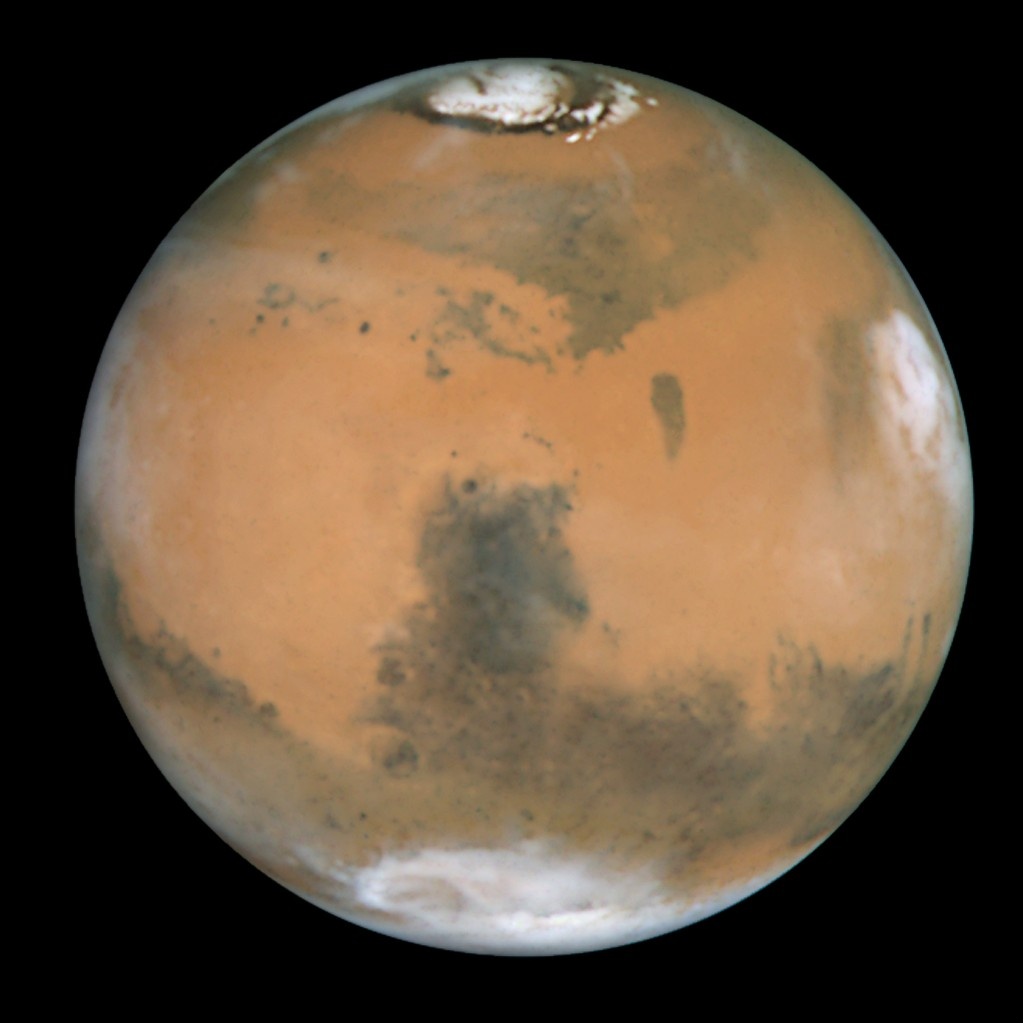
La característica del bajo albedo de Syrtis Major es visible en el centro del disco. Imagen de la NASA/HST.

En 1644, el jesuita italiano Daniello Bartoli reportó haber visto dos parches más oscuros en Marte. Durante las oposiciones de 1651, 1653 y 1655, cuando el planeta hizo sus acercamientos más cercanos a la tierra, el astrónomo italiano Giovanni Riccioli y su estudiante Francesco Maria Grimaldi observaron  la reflectividad diferenciada en Marte. La primera persona en dibujar un mapa de Marte que mostraba características del terreno fue el astrónomo holandés Christiaan Huygens. El 28 de noviembre de 1659 él hizo una ilustración de Marte que mostró la región oscura distinta, conocida ahora como Syrtis Major, y posiblemente una de las capas polares. El mismo año logró medir el período de rotación del planeta, calculando aproximadamente 24 horas. Hizo una estimación aproximada del diámetro de Marte, suponiendo que es aproximadamente el 60 % del tamaño de la Tierra, lo cual se acerca al valor moderno del 53 %. El italiano Giovanni Cassini fue probablemente el primero en mencionar la capa polar sur de Marte, en 1666. En ese mismo año, utilizó observaciones de las marcas de superficie en Marte para determinar un período de rotación de 24 horas 40 minutos. Esto difiere del valor actualmente aceptado en menos de tres minutos. En 1672, Huygens notó un casquillo blanco borroso en el polo norte.
Después de que Cassini se convirtiera en el primer director del Observatorio de París en 1671, abordó el problema de la escala física del sistema solar. El tamaño relativo de las órbitas planetarias era conocido por la tercera ley de Kepler, así que lo que se necesitaba era el tamaño real de una de las órbitas del planeta. Para este propósito, la posición de Marte se midió contra las estrellas de fondo de diferentes puntos de la Tierra, midiendo así la paralaje diurna del planeta. Durante este año, el planeta se movía más allá de su órbita donde era más cercano al Sol (una oposición de prehielo). Cassini y Jean Picard determinaron la posición de Marte desde París, mientras que el astrónomo francés Jean Richer realizó mediciones desde Cayena, América del Sur. Aunque estas observaciones fueron obstaculizadas por la calidad de los instrumentos, la paralaje calculada por Cassini llegó al 10 % del valor correcto. El astrónomo inglés John Flamsteed realizó intentos de medición comparables y tuvo resultados similares.
En 1704, el astrónomo italiano Jacques Philippe Maraldi «hizo un estudio sistemático de la capa sur y observó que sufrió» variaciones a medida que el planeta giraba. Esto indicaba que la capa no estaba centrada en el polo. Observó que el tamaño de la capa varió con el tiempo. El astrónomo británico de origen alemán Sir William Herschel comenzó a hacer observaciones del planeta Marte en 1777, particularmente de las capas polares del planeta. En 1781, señaló que la capa sur parecía «extremadamente grande». Él atribuyó a esta cualidad debido a la oscuridad que sufrió el polo en los últimos doce meses. En 1784, la capa sur parecía mucho más pequeña, lo que sugiere que los casquetes varían con las estaciones del planeta y, por lo tanto, estaban hechas de hielo. En 1781, estimó el período de rotación de Marte como de 24 horas 39 minutos y 21,67 segundos y midió la inclinación axial de los polos en 28,5 °. Señaló que Marte tenía una «atmósfera considerable pero moderada, por lo que sus habitantes probablemente disfrutan de una situación que es en muchos aspectos similar a la nuestra». Entre 1796 y 1809, el astrónomo francés Honoré Flaugergues notó oscurecimientos de Marte, sugiriendo que «velos de color ocre» cubrían la superficie. Este puede ser el informe más temprano de nubes amarillas o tormentas en Marte.

## Período geográfico
A principios del siglo XIX, las mejoras en el tamaño y la calidad de la óptica del telescopio demostraron un avance significativo en la capacidad de observación. La más notable entre estas mejoras fue la lente acromática de dos componentes del óptico alemán Joseph von Fraunhofer que esencialmente eliminó el coma, un efecto óptico que puede distorsionar el borde exterior de la imagen. Hacia 1812, Fraunhofer había logrado crear una lente acromática de 190 mm de diámetro. El tamaño de esta lente es el principal factor en la determinación de la capacidad de recolección de luz y la resolución de un telescopio refractor. Durante la oposición de Marte en 1830, los astrónomos alemanes Johann Heinrich von Mädler y Wilhelm Beer utilizaron un telescopio refractor de 95 mm para realizar un extenso estudio del planeta. Ellos eligieron una característica situada 8 ° al sur del ecuador como punto de referencia. Durante su observación, establecieron que la mayor parte de las características superficiales de Marte eran permanentes y, más precisamente, determinaban el período de rotación del planeta. En 1840, Mädler combinó diez años de observaciones para dibujar el primer mapa de Marte. En lugar de dar nombres a las distintas marcas, Beer y Mädler simplemente las designaron con letras.
Mientras trabajaba en el Observatorio Vaticano durante la oposición de Marte en 1858, el astrónomo italiano Angelo Secchi notó una gran característica triangular de color azul, a la que él llamó el «Escorpión Azul». Esta misma formación nubosa estacional fue vista por el astrónomo inglés Joseph Norman Lockyer en 1862, y ha sido vista por otros observadores. Durante la oposición de 1862, el astrónomo holandés Frederik Kaiser produjo dibujos de Marte. Al comparar sus ilustraciones con las de Huygens y el filósofo natural inglés Robert Hooke, pudo refinar aún más el período de rotación de Marte. Su valor de 24 horas 37 minutos y 22,6 segundos es preciso dentro de una décima de segundo.
El padre Secchi produjo algunas de las primeras ilustraciones en color de Marte en 1863. Utilizó los nombres de famosos exploradores para las distintas características. En 1869, observó dos rasgos oscuros lineales en la superficie a los que se refirió como canali, que es el italiano para «canales» o «surcos». En 1867, el astrónomo inglés Richard A. Proctor creó un mapa más detallado de Marte basado en los dibujos de 1864 del astrónomo inglés William Rutter Dawes. Proctor llamó a los diversos rasgos más claros o más oscuros con los nombres de los astrónomos, pasados y presentes, que habían contribuido a las observaciones de Marte. Durante la misma década, el astrónomo francés Camille Flammarion y el astrónomo inglés Nathan Green produjeron mapas y nomenclaturas comparables.
En la Universidad de Leipzig en 1862-64, el astrónomo alemán Johann Zöllner desarrolló un fotómetro personalizado para medir la reflectividad de la Luna, planetas y estrellas brillantes. Para Marte, obtuvo un albedo de 0,27. Entre 1877 y 1893, los astrónomos alemanes Gustav Müller y Paul Kempf observaron a Marte usando el fotómetro de Zöllner. Encontraron un pequeño coeficiente de fase -la variación de la reflectividad con el ángulo- que indica que la superficie de Marte es lisa y sin grandes irregularidades. En 1867, el astrónomo francés Pierre Janssen y el astrónomo británico William Huggins utilizaron espectroscopios para examinar la atmósfera de Marte. Ambos compararon el espectro óptico de Marte con el de la Luna. Como el espectro de estos últimos no mostraba líneas de absorción de agua, creían que habían detectado la presencia de vapor de agua en la atmósfera de Marte. Este resultado fue confirmado por el astrónomo alemán Hermann Carl Vogel en 1872 y el astrónomo inglés Edward Maunder en 1875, pero más tarde se pondría en cuestión.
En 1877 se produjo una oposición perihélica especialmente favorable. El astrónomo inglés David Gill aprovechó esta oportunidad para medir la paralaje diurna de Marte desde la isla Ascensión, que llevó a una estimación del paralaje de 8,78 ± 0,01 segundos de arco. Usando este resultado, pudo determinar con mayor exactitud la distancia de la Tierra al Sol, basándose en el tamaño relativo de las órbitas de Marte y de la Tierra. Señaló que el borde del disco de Marte parecía borroso debido a su atmósfera, lo que limitaba la precisión que podía obtener para la posición del planeta.
En agosto de 1877, el astrónomo estadounidense Asaph Hall descubrió las dos lunas de Marte utilizando un telescopio de 660 mm en el Observatorio Naval de los Estados Unidos. Los nombres de los dos satélites, Fobos  y Deimos, fueron escogidos por Hall basado en una sugerencia de Henry Madan, un instructor de ciencias en el Eton College en Inglaterra.

## Canales de Marte
Durante la oposición de 1877, el astrónomo italiano Giovanni Schiaparelli utilizó un telescopio de 22 cm para ayudar a producir el primer mapa detallado de Marte. Estos mapas contenían características notables a las que llamó canali, que más tarde se demostró que eran una ilusión óptica. Estos canali eran supuestamente rectas largas en la superficie de Marte a las que dio nombres de ríos famosos de la Tierra. Su término canali fue mal traducido en inglés como canales. En 1886, el astrónomo inglés William Frederick Denning observó que estas características lineales eran de naturaleza irregular y mostraban concentraciones e interrupciones. En 1895, el astrónomo inglés Edward Walter Maunder se convenció de que las características lineales eran meramente la suma de muchos detalles más pequeños.
Camille Flammarion escribió en su obra La planète Mars et ses conditions d'habitabilité de 1892, acerca de cómo estos canales se asemejaban a los canales artificiales, y que una raza inteligente podría usarlos para redistribuir el agua a través de un mundo marciano agonizante. Abogó por la existencia de tales habitantes, y sugirió que podían ser más avanzados que los humanos.
Influenciado por las observaciones de Schiaparelli, Percival Lowell fundó un observatorio con telescopios de 30 y 45 cm. El observatorio fue utilizado para la exploración de Marte durante 1894. Publicó libros sobre Marte y sobre la vida en el planeta, lo que tuvo una gran influencia en el público. Los canali fueron encontrados por otros astrónomos, como Henri Joseph Perrotin y Louis Thollon usando un refractor de 38 cm en el Observatorio de Niza en Francia, uno de los telescopios más grandes de la época.
Comenzando 1901, el astrónomo estadounidense A. E. Douglass intentó fotografiar las características de los canales de Marte. Estos esfuerzos parecían tener éxito cuando el astrónomo estadounidense Carl O. Lampland publicó fotografías de los supuestos canales en 1905. Aunque estos resultados fueron ampliamente aceptados, luego fueron cuestionados por el astrónomo griego Eugène Antoniadi, el naturalista inglés Alfred Russel Wallace y otros como simples rasgos imaginados. A medida que se usaban telescopios más grandes, se observaron menos canali largos y rectos. Durante una observación realizada en 1909 por Flammarion con un telescopio de 84 cm, se observaron patrones irregulares, pero no se observó ningún canali.

## Refinando los parámetros planetarios

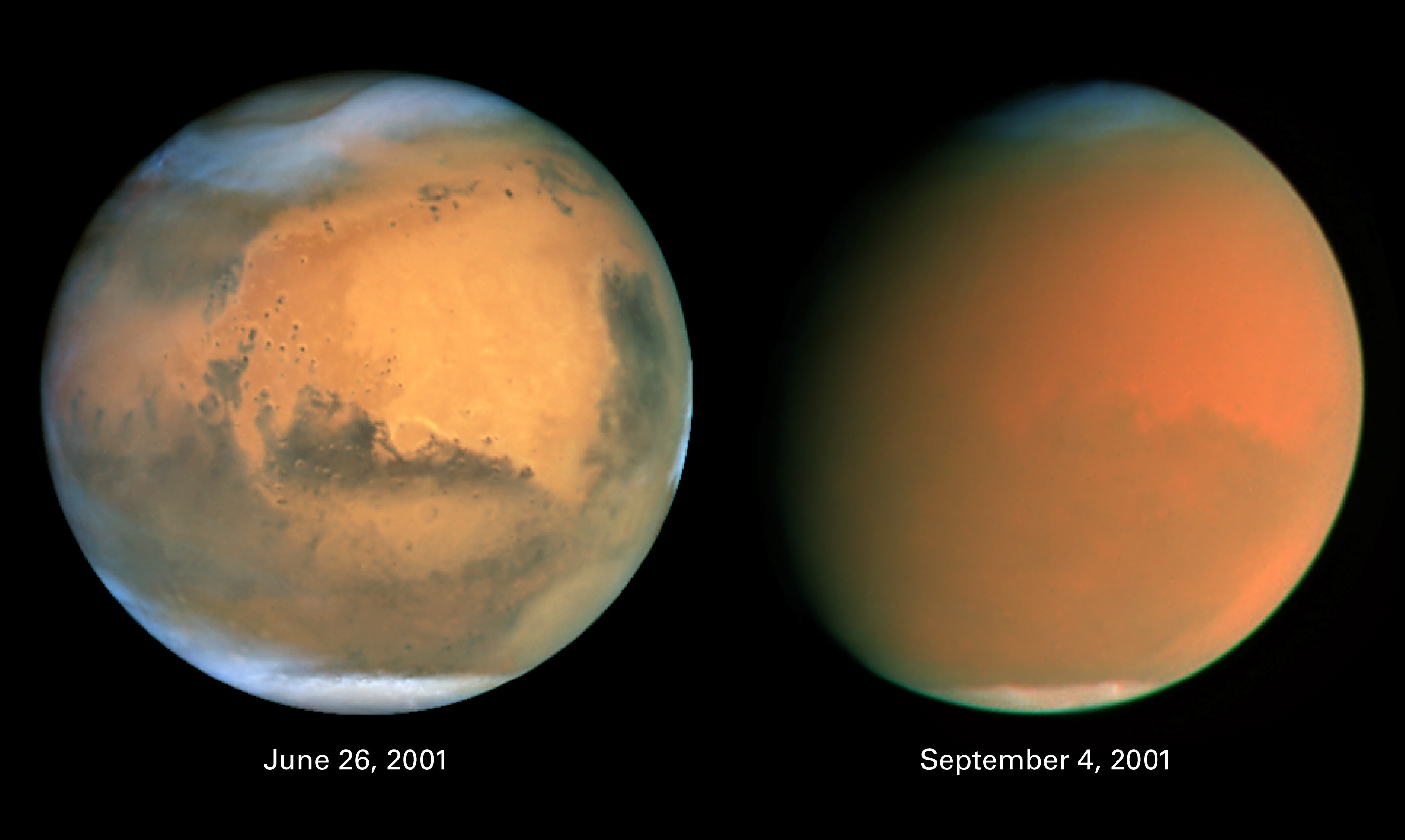
En la imagen izquierda, son visibles nubes marcianas delgadas cerca de las regiones polares. A la derecha, la superficie de Marte es oscurecida por una tormenta de polvo. Imágenes de la NASA/HST.

En la década de 1870 Schiaparelli observó un oscurecimiento superficial causado por nubes amarillas. Las evidencia de tales nubes se observaron durante las oposiciones de 1892 y 1907. En 1909, Antoniadi señaló que la presencia de nubes amarillas se asociaba con el oscurecimiento de las características del albedo. Descubrió que Marte parecía más amarillo durante las oposiciones cuando el planeta estaba más cerca del Sol y estaba recibiendo más energía. Sugirió que la arena o el polvo soplado por el viento eran la causa de las nubes.
En 1894, el astrónomo estadounidense William Wallace Campbell encontró que el espectro de Marte era idéntico al espectro de la Luna, poniendo en duda la creciente teoría de que la atmósfera de Marte era similar a la de la Tierra. Las detecciones previas de agua en la atmósfera de Marte fueron explicadas por condiciones desfavorables, y Campbell determinó que la firma del agua provenía enteramente de la atmósfera terrestre. Aunque estuvo de acuerdo en que las capas de hielo indicaban que había agua en la atmósfera, no creía que las capas fueran suficientemente grandes para permitir que se detectara vapor de agua. En ese entonces, los resultados de Campbell fueron considerados polémicos y fueron criticados por los miembros de la comunidad astronómica. Aun así, el astrónomo americano Walter Sydney Adams confirmó los resultados en 1925.
El astrónomo alemán báltico Hermann Struve utilizó los cambios observados en las órbitas de las lunas marcianas para determinar su influencia gravitatoria en la forma oblicua del planeta. En 1895, utilizó estos datos para estimar que el diámetro ecuatorial, que era 1/190 más grande que el diámetro polar. En 1911, refinó el valor a 1/192. Este resultado fue confirmado por el meteorólogo estadounidense Edgar W. Woolard en 1944.
Utilizando un termopar de vacío conectado al Telescopio Hooker de 2,54 m en el Observatorio del Monte Wilson, en 1924 los astrónomos estadounidenses Seth Barnes Nicholson y Edison Pettit fueron capaces de medir la energía térmica que irradiaba la superficie de Marte. Determinaron que la temperatura variaba desde –68 °C en el polo hasta 7 °C en el ecuador. A partir del mismo año, las medidas de energía radiada de Marte fueron hechas por el físico estadounidense William Coblentz y el astrónomo estadounidense Carl Otto Lampland. Los resultados mostraron que la temperatura nocturna en Marte bajó a –85 °C, lo que indica una «enorme fluctuación diurna» en las temperaturas. La temperatura de las nubes marcianas se midió en –30 °C. En 1926, al medir las líneas espectrales de los movimientos orbitales de Marte y la Tierra, el astrónomo estadounidense Walter Sydney Adams fue capaz de medir directamente la cantidad de oxígeno y vapor de agua en la atmósfera de Marte. Determinó que «las condiciones extremas de desierto» eran frecuentes en Marte. En 1934, Adams y el astrónomo americano Theodore Dunham, Jr. encontraron que la cantidad de oxígeno en la atmósfera de Marte era menor de un uno por ciento de la cantidad que hay en una misma área en la tierra..
En 1927, el estudiante holandés Cyprianus Annius van den Bosch hizo una determinación de la masa de Marte basada en los movimientos de las lunas marcianas, con una precisión del 0,2 %. Este resultado fue confirmado por el astrónomo holandés Willem de Sitter y publicado en 1938. El astrónomo alemán-estadounidense Eugene K. Rabe utilizó observaciones del asteroide Eros de 1926 a 1945. Gracias a esto, él pudo hacer una estimación independiente de la masa de Marte, así como de otros planetas en el sistema solar interno desde las perturbaciones gravitacionales de la tierra sobre el asteroide. Su margen estimado de error fue del 0,05 %, pero los controles posteriores sugirieron que su resultado estaba mal determinado en comparación con otros métodos.
Durante la década de 1920, el astrónomo francés Bernard Lyot usó un polarímetro para estudiar las propiedades superficiales de la Luna y los planetas. En 1929, observó que la luz polarizada emitida desde la superficie marciana era muy similar a la radiada desde la Luna, aunque especulaba que sus observaciones podrían ser explicadas por heladas y posiblemente por vegetación. Sobre la base de la cantidad de luz solar dispersada en la atmósfera marciana, estableció que la atmósfera límite superior de 1/15 del espesor de la atmósfera de la Tierra. Esto limitó la presión superficial a no más de 2.4 kPa. Usando la espectrometría infrarroja, en 1947 el astrónomo holandés-americano Gerard Kuiper detectó el dióxido de carbono en la atmósfera marciana. Fue capaz de estimar que la cantidad de dióxido de carbono sobre una superficie dada es el doble que en la Tierra. Sin embargo, debido a que sobreestimó la presión superficial en Marte, Kuiper concluyó erróneamente que las capas de hielo no podían estar compuestas de dióxido de carbono congelado.. En 1948, el meteorólogo estadounidense Seymour L. Hess determinó que la formación de las nubes marcianas requeriría solo 4 mm de precipitación de agua y una presión de vapor de 0,1 kPa.
La primera nomenclatura estándar para las características del albedo marciano fue introducida por la Unión Astronómica Internacional (IAU) cuando en 1960 adoptaron 128 nombres del mapa de Antoniadi de 1929 llamado La Planète Mars. El Grupo de Trabajo para Nomenclatura de Sistemas Planetarios (WGPSN) fue establecido por la UAI en 1973 para estandarizar el esquema de nomenclatura para Marte y otros cuerpos.

## Teledetección

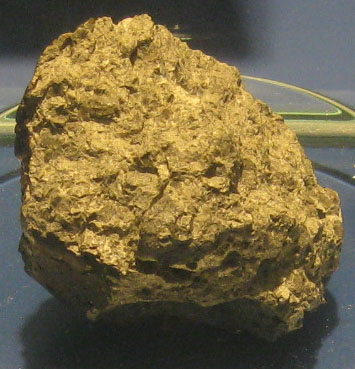
Fotografía del meteorito marciano ALH84001

El Programa Internacional de Patrulla Planetaria se formó en 1969 como un consorcio para monitorear continuamente los cambios planetarios. Este grupo mundial se centró en la observación de las tormentas de polvo en Marte. Sus imágenes permiten que los patrones estacionales marcianos sean estudiados globalmente, y mostraron que la mayoría de las tormentas de polvo marcianas ocurren cuando el planeta está más cercano al Sol.
Desde los años 1960, se han enviado las naves espaciales robóticas para explorar la órbita y la superficie de Marte en detalle. Además, la teledetección de Marte desde la Tierra mediante telescopios terrestres y en órbita ha continuado gracias al espectro electromagnético. Esto incluye observaciones infrarrojas para determinar la composición de la superficie,  la observación ultravioleta y submilimétrica para determinar la composición atmosférica, y las mediciones radioeléctricas para determinar la velocidad del viento.
El telescopio espacial Hubble (HST) se ha utilizado para realizar estudios sistemáticos de Marte y ha tomado las imágenes de mayor resolución del planeta jamás capturadas. Este telescopio puede producir imágenes útiles del planeta cuando está a una distancia angular de al menos 50 ° con respecto al Sol. Los telescopios terrestres equipados con dispositivos de carga acoplada pueden producir buenas imágenes de Marte, lo que permite monitorear regularmente el clima del planeta durante las oposiciones.
La emisión de rayos X de Marte fue observada por primera vez por los astrónomos en 2001 utilizando el Observatorio Chandra de Rayos X, y en 2003 se demostró que tenía dos componentes. El primer componente es causado por rayos X del Sol que se dispersan en la atmósfera superior de Marte; la segunda proviene de interacciones entre iones que dan lugar a un intercambio de cargas.  La emisión de esta última fuente se ha observado hasta ocho veces por el observatorio orbital XMM-Newton.
En 1983, el análisis del grupo de meteoritos de shergottita, nakhlita y chassignita (SNC) mostró que podrían haberse originado en Marte. Se cree que el meteorito ALH84001, descubierto en la Antártida en 1984, se originó en Marte, pero tiene una composición totalmente diferente a la del grupo SNC. En 1996, se anunció que este meteorito podría contener evidencia de fósiles microscópicos de bacterias marcianas. Sin embargo, este hallazgo sigue causando controversia. El análisis químico de los meteoritos marcianos encontrados en la Tierra sugiere que la temperatura ambiente cercana a la superficie de Marte ha estado muy probablemente por debajo del punto de congelación del agua (0 °C) durante gran parte de los últimos cuatro mil millones de años.